# حي هكني في لندن
حي هكني في لندن هو قسم إداري في لندن، في المملكة المتحدة، يقع في لندن الكبرى، بلغ عدد سكانه 269,000  نسمة وذلك حسب إحصائيات سنة 2015، تبلغ مساحته 19.06 كيلومتر مربع، رمزه البريدي هو E، وEC، وN.

## مدن توأمة
المدن التوأم:
- حيفا
- موندن
- بريدج تاون
- سوريسن
- غوتينغن
- سانت جورجز
- Presnensky District [الإنجليزية]‏
- أوستن، تكساس.

## أعلام
- مارغريت دوغلاس
- أدريان سميث
- سوزان ميززي
- جون برجر
- برنارد ماندفيل
- رون بيكرينغ
- لابرينث
- شاكا هيسلوب
- غابرييل
- إدوين شيرلي